# Antonio da Trento

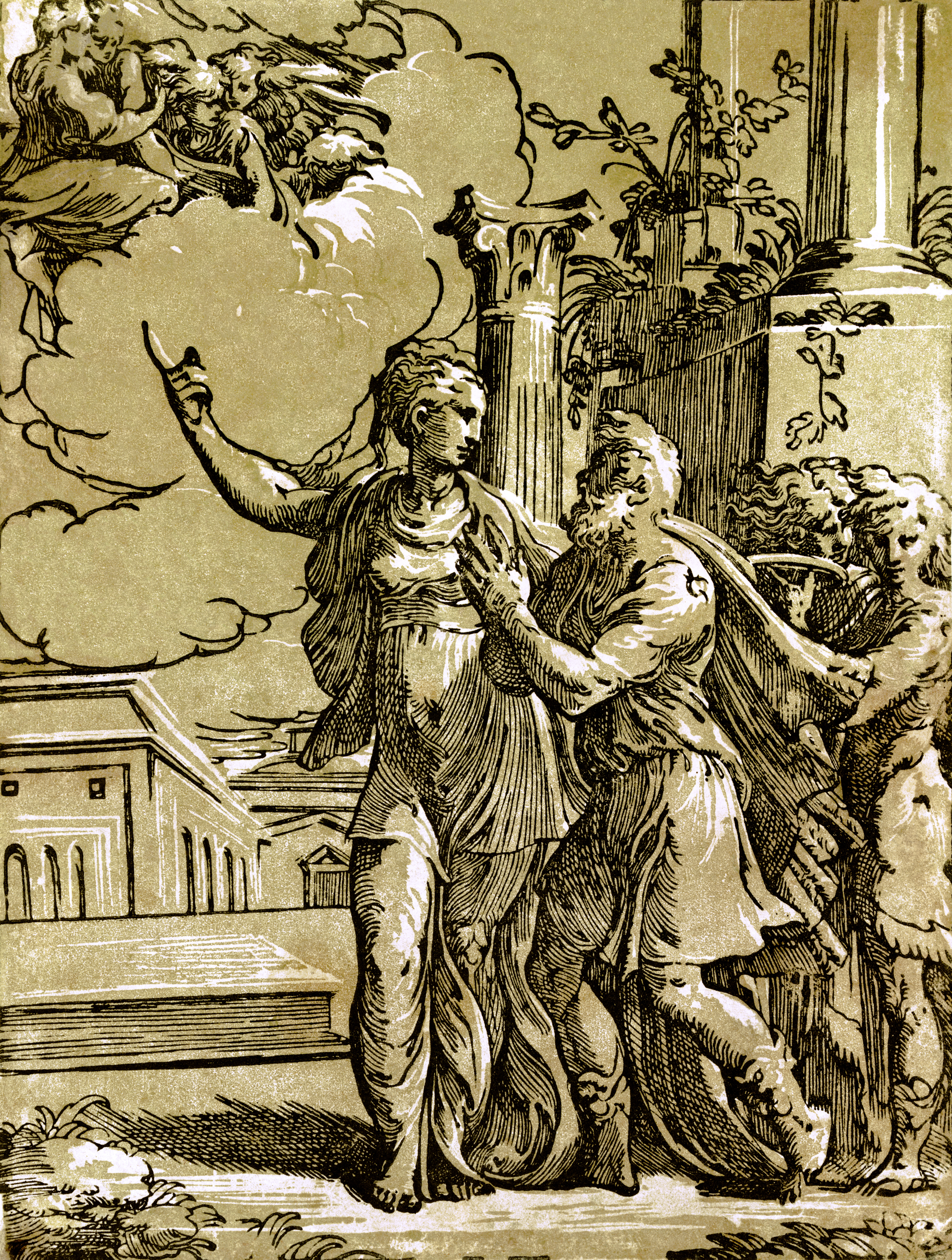
La sibila de Tibur y el emperador Augusto, grabado de Antonio da Trento.

Antonio da Trento (Trento, Italia, 1508 - ¿?, d. 1550), grabador italiano de la época manierista, de quien sólo se conocen seis xilografías, todas según diseños de Parmigianino. Pocos datos seguros se saben de su vida y durante un tiempo los historiadores le confundían con Antonio Fantuzzi, otro grabador de la época que trabajó en Fontainebleau (Francia).

## Vida y obra
Antonio da Trento hubo de dedicarse en exclusiva al grabado, pues no se le conocen obras pictóricas. Por su especialización en la xilografía de chiaroscuro (a colores) se supone que hubo de formarse con el pionero de dicha técnica, Ugo da Carpi. Sólo firmó dos de las apenas seis planchas que se le atribuyen, todas diseñadas por Parmigianino. Cuatro de ellas ya fueron citadas como suyas por el pintor e historiador Giorgio Vasari.  
Fue hacia 1527 cuando Da Trento inició en Bolonia su colaboración con Parmigianino. Se cuenta que la relación entre pintor y grabador terminó mal, y que Antonio dejó el taller llevándose unas pertenencias, presumiblemente las matrices ya elaboradas y/o estampaciones de ellas. Posiblemente la causa del desacuerdo fue económica, ya que el pintor estaba acuciado por deudas.
Sea cierta o no tal circunstancia, lo que sí es seguro es que la pista de Antonio da Trento se pierde desde su salida del taller de Parmigianino. Prácticamente nada se sabe de su última etapa, ni tan siquiera cuándo ni dónde murió. Algunos historiadores unieron su biografía con la de Antonio Fantuzzi, un artista activo en Francia, pensando que eran la misma persona; pero las últimas investigaciones lo desmienten. Fantuzzi, al que se vincula con la llamada Escuela de Fontainebleau, produjo grabados con otra técnica, sobre planchas de metal.
De las seis xilografías de chiaroscuro que conforman la producción segura de Antonio da Trento, cinco son bicolores (a dos planchas); entre ellas se cuentan Narciso, Psique saludada por el pueblo y La sibila tiburtina y el emperador Augusto, que alude a una premonición sobre el nacimiento de Jesucristo. De ella existen ejemplares en el Museo Británico de Londres y en el LACMA de Los Ángeles. La sexta obra del artista es aún más compleja, ejecutada en varias planchas cromáticas: El martirio de los santos Pedro y Pablo; se considera un hito del chiaroscuro en Italia. De este grabado hay un ejemplar en el Museo del Ermitage de San Petersburgo que ha sido recientemente restaurado, y en 2012 el LACMA adquirió otra prueba, que igualmente sometió a un tratamiento de conservación (ver vídeo ).